# Smålands runinskrifter 100
Runinskrift Sm 100, är en runsten som står vid Kroppån nära väg 127 i Glömsjö, Nävelsjö socken i Småland.
På åns andra sida står Sm 99.

## Stenen
Stenen är dekorerad med ett likarmat kristet Sankt Georgskors i motivets övre del. Runbandet löper utmed kanterna och dess båda hoprullade ändslut är i basen låst med ett iriskt koppel. Textens budskap berättar om ett brobygge och avslutas med en kristen bön. Den från runor översatta inskriften lyder enligt nedan:

## Inskriften
Translitterering:
× þormar × let × kiara × bro þesi × eftiR × sagsa × sub × sin × kuþ × hialbi × ont hans × uel ×
Normalisering till fornvästnordiska:
Þormarr lét gera brú þessa eptir Saxa, son sinn. Guð hjalpi ônd hans vel.
Översättning till nusvenska:
Tormar lät göra denna bro efter Saxe, sin son. Gud hjälpe hans ande väl.